# La dolce casa degli orrori
Série Le case maledette
La casa nel tempo
(2000) La casa delle anime erranti
(2000)
Pour plus de détails, voir Fiche technique et Distribution.
La dolce casa degli orrori est un téléfilm d'horreur italien tourné en 1989 par Lucio Fulci, non diffusé, et finalement sorti en 2000 directement en vidéo.

## Synopsis
Un couple, Mary et Roberto, rentre un soir chez eux et surprennent un voleur qui, de peur, les assassine. Les enfants du couple, Sara et Marco, sont confiés à leurs oncle et tante, Carlo et Marcia, qui décident temporairement de rester habiter dans la villa où le crime a eu lieu.
Mais bientôt, des événements paranormaux se produisent dans la villa...

## Fiche technique
Sauf indication contraire, les informations mentionnées dans cette section peuvent être confirmées par la base de données cinématographiques IMDb,  présente dans la section « Liens externes ».
- Titre original : La dolce casa degli orrori
- Réalisateur : Lucio Fulci
- Scénario : Lucio Fulci, Vincenzo Mannino (it), Gigliola Battaglini
- Photographie : Sebastiano Celeste (it)
- Montage : Alberto Moriani (it)
- Décors : Antonello Geleng
- Musique : Vince Tempera
- Costumes : Valentina Di Palma
- Effets spéciaux : Giuseppe Ferranti
- Producteur : Renato Camarda, Renato Fiè, Massimo Manasse, Marco Grillo Spina
- Sociétés de production : Reteitalia, Dania Film
- Pays de production :  Italie
- Langue de tournage : italien
- Format : Couleurs - 1,85:1 - Son mono - 35 mm
- Durée : 80 minutes
- Genre : Horreur
- Date de sortie :
  - Italie : 2000
- Interdit aux moins de 12 ans

## Distribution
- Jean-Christophe Brétignière : Carlo
- Cinzia Monreale : Marcia
- Ilary Blasi : Sara
- Giuliano Gensini : Marco
- Lino Salemme : Guido
- Lubka Lenzi : Mary Valdi
- Pascal Persiano (it) : Roberto Valdi
- Franco Diogene (it) : M. Coby
- Vernon Dobtcheff : L'exorciste
- Dante Fioretti : Le prêtre

## Production
La dolce casa degli orrori fait partie d'une série de téléfilms intitulée Le case maledette. Produite par Luciano Martino, la série devait à l'origine comporter six épisodes réalisés par trois réalisateurs de gialli italiens, Fulci, Umberto Lenzi et Lamberto Bava. Du fait d'autres engagements, Bava renonce au projet. Il est remplacé par Marcello Avallone qui abandonne bientôt lui aussi, ce qui fait que seuls quatre films verront le jour. Fulci réalisera La casa nel tempo et La dolce casa degli orrori tandis que Lenzi réalisera La casa del sortilegio et La casa delle anime erranti.
Tout de suite après avoir terminé La casa nel tempo le 25 février 1989, Fulci commence à tourner La dolce casa degli orrori qui sera fini un mois plus tard. Les extérieurs ont été tournés à Ponte Patolli, un quartier de Pérouse en Ombrie. À la dernière minute, l'acteur Vernon Dobtcheff a remplacé Cosimo Cinieri qui devait initialement jouer le rôle de l'exorciste.

## Diffusion
Comme les autres téléfilms de la série Le case maledette, La dolce casa degli orrori devait être diffusé en Italie par Reteitalia, l'ex-filiale de Mediaset. Mais la chaîne a renoncé à la diffusion, sous prétexte que le contenu était trop violent. Les droits de diffusion ont alors été vendus internationalement. Les téléfilms ne sont sortis en Italie en vidéocassette qu'en 2000, en version totalement non censurée, grâce à l'effort du magazine Nocturno Cinema. Ils ont été diffusés sur la télévision italienne par satellite en 2006. Un DVD du film sous le nom Das Haus des Bösen est sorti en Allemagne en version censurée et en Autriche en version non censurée chez MIB le 10 octobre 2002, un autre sous le nom The Sweet House of Horrors est sorti le 19 novembre 2002 aux États-Unis chez Shriek Show et au Royaume-Uni chez Vipco le 23 avril 2003.